# Evald Ljunggren
Evald Jordan Ljunggren, född den 21 april 1865 i Lund, död där den 9 april 1935, var en svensk biblioteksman. Han var son till Gustaf Ljunggren.
Ljunggren blev filosofie licentiat vid Lunds universitet 1892 och filosofie hedersdoktor 1912. Han blev extra ordinarie amanuens vid Lunds universitetsbibliotek 1887 och 1:e bibliotekarie 1901. Han var överbibliotekarie 1918–1932. Ljunggren tillhörde redaktionen för Svenska akademiens ordbok 1894–1903 och var avdelningschef 1898–1901. Han utgav bland annat Lejonkulans dramer (5 häften 1908–1912, tillsammans Camille Polack, fullbordat av Erik Noreen) och F.A. Dahlgrens Glossarium öfver föråldrade och ovanliga ord och talesätt i svenska språket (1914–1916). Ljunggren är begravd på Norra kyrkogården i Lund.